# Diario del Pueblo
El Diario del Pueblo (en chino, 人民日报; pinyin, Rénmín Rìbào) es un periódico en chino simplificado publicado en todo el mundo con una tirada de 3 a 4 millones de ejemplares. Es el periódico oficial del Partido Comunista de China.

## Historia
Fue publicado por primera vez el 15 de junio de 1948 en Pingshan, Hubei emitido por una rama regional del Partido Comunista. Las oficinas se trasladaron a Pekín en marzo de 1949 y fue declarado diario oficial del Partido en agosto de ese año. Como órgano del Partido Comunista, el periódico proporciona a menudo información directa sobre la política y el punto de vista del Partido.
Durante la Revolución Cultural, el Diario del Pueblo fue una de las pocas fuentes de información mediante las que extranjeros y chinos podían conocer qué estaba haciendo el gobierno. Durante este periodo, un editorial del Diario del Pueblo, se consideraba un comunicado autorizado de la política gubernamental.
Los artículos en el Diario del Pueblo aportan más información además del mero contenido. La aparición de numerosos artículos sobre una figura o idea política se suele considerar una señal de que tal persona o idea están cobrando importancia.
El Diario del Pueblo es el periódico oficial más importante del Partido. Por eso, los editoriales del Diario del Pueblo se consideran comunicados más o menos autoritarios de la política gubernamental. Es importante hacer una distinción entre editoriales, comentarios y opiniones. Aunque todos deben ser aprobados por el gobierno, difieren en la autoridad que contienen. Por ejemplo, aunque un fragmento de opinión es muy poco probable que contenga opiniones contrarias a las oficiales, pueden expresar un punto de vista o contener un debate que está aún bajo consideración y puede reflejar sólo las opiniones del periodista. Por el contrario, un editorial oficial, que son bastante poco frecuentes, significa que el gobierno ha alcanzado una decisión final sobre un asunto.
Desde mediados de la década de 1990, el Diario del Pueblo se ha enfrentado a un decremento de los ingresos que le destina el gobierno, además de la competencia creciente por parte de las fuentes internacionales de noticias y los tabloides chinos. Como parte de sus esfuerzos por modernizarse, emprendió una edición en internet en 1997.